# اودره فلورو
اودره فلورو (به فرانسوی: Audrey Fleurot) (زاده ۶ ژوئیه ۱۹۷۷، مانت-اژولی)؛ بازیگر فرانسوی که با بازی در نقش ژوزفین کارلسون در موتور، اورتنس لشه در یک دهکده فرانسوی و ماگالی در دست‌نیافتنی‌ها و همچنین بانوی دریاچه در کامولو به شهرت رسید.

## زندگی‌نامه

### جوانی
پدر اودره آتش‌نشان است. پس از اخذ دیپلم تئاتر، به دانشگاه پاریس۱-پانتئون سوربون رفت و در رشته هنرهای تجسمی و علم هنر از ۱۹۹۵ تا ۱۹۹۷ تحصیل کرد و پس از آن به مدرسه عالی هنر در لیون رفت و تا سال ۲۰۰۰ به تحصیل پرداخت.

### فیلم و تلویزیون
او تلاش می‌کرد تا تئاتر را به صورت پایه‌ای کار کند و کارش را از صحنه تئاتر آغاز کرد، اما پس از آن به دلیل علاقه زیاد، به فعالیت در تلویزیون و سینما روی آورد. او با بازی در مجموعه‌هایی چون کالاموت در نقش بانوی دریاچه، سریال پلیسی چرخ دنده در نقش وکیل جاه‌طلب و بلند پروازی با نام ژوزفین کارلسون و سریال دهکده فرانسوی در نقش اورستون لشه همسر طناز و لوند شهردار، به شهرت رسید.
او از میان بازیگران فرانسوی برای ایفای نقش در کمدی-دراماتیک نیمه شب در پاریس اثر وودی آلن انتخاب شد اما در مونتاژ برخی از قسمت‌هایی که بازی کرده بود حذف شد و نقش کوتاهی در این فیلم داشت. او در گفتگویی که با تلراما داشت از تجربه ناامیدکننده‌اش در این فیلم گفت. در همان سال در دست‌نیافتنی‌ها اثر اریک توله‌دانو و اولیویه ناکاشه بازی کرد که موفقیت چشمگیری را در گیشه به همراه داشت.
در سال ۲۰۱۲ در میان بسیاری چهره‌های سرشناس در فیلم کمدی-نوجوانان کی دوباره پاملا رز را کشت؟ اثر اولیویه برو و کاد مرا بازی کرد که در هفدهمین فستیوال بین‌المللی کارگردانان جوان سن-ژان-دو-لوز حضور داشت.

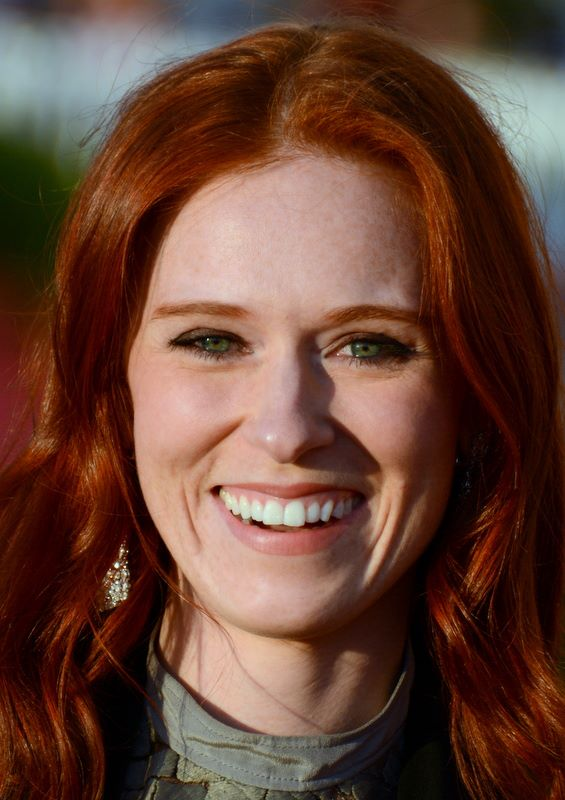
اودره فلورو در جشنواره فیلم کوبورگ، ژوئن ۲۰۱۳

در سال ۲۰۱۳ که ثروتمند شده بود در ابتدا یکی از نقش‌های بزرگسال در کمدی زندگی واقعی یک معلم بازی کرد. در آن سال دومین نقش‌اش را در کمدی-دراماتیک یک گل پیر بازی کرد ولی در فیلم‌های بعدی صاحب موفقیت شد.
او در نقش یکی از قهرمانان کمدی ملکه حلقه‌ها اثر ژان-مارک رودینسکی بازی کردی و پس از آن نقش اصلی زن کمدی-موزیکال رستگاری پاپ اثر مارتین لوگال و فیلم فونزی اثر ایزابل دوال نقش آفرینی کرد. در نهایت او خودش را به عنوان ستاره کمدی به تلویزیون تحمیل کرد و در فیلم حادثه‌ای اشک برادرانه اثر ژان بابتیس آندره‌آ در کنار ژرمی رنیر بازی کرد.
به موازات آن به عضویت هیئت داوران اولین فستیوال فیلم دییپ کانادا به سرپرستی الکساندرا استوارت درآمد.
در سال ۲۰۱۴ یکی از اضلاع مثلث کمدی-عاشقانه خوشگل مثل زن بقیه اثر کاترین کستل بود؛ و در دو کمدی دیگر نقش آفرید: فیلم مستقل غزال‌ها اثر مونا اشش و در نقش اغواگری در فیلم زیر دامن دختران اثر اودره دانا بازی کرد که ستاره آن فیلم بود.
در سال ۲۰۱۵، با روح مرکزشهر اثر یان ساموئل به سینما بازگشت. در همان سال در قسمت چهارم سریال ده درصد نقش خاصی را بازی کرد.
در سال ۲۰۱۶ در دومین فیلم بلند فردریک بایگبدر، ایده‌آل، بازی کرد.

## زندگی خصوصی
در سال ۲۰۱۵ اعلام کرد که از دوست پسرش جرئیل گلیسان باردار است و پسرش، لو، ۱۹ نوامبر ۲۰۱۵ زاده شد.

## فیلم‌شناسی

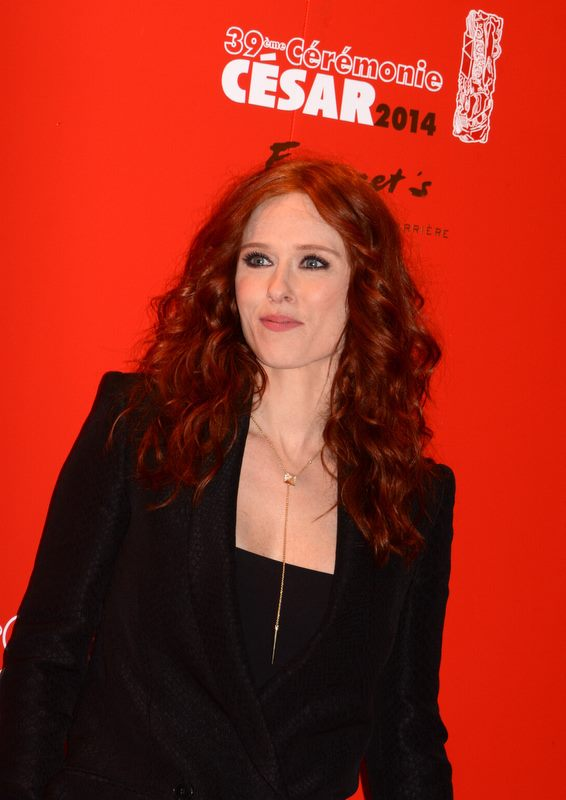
اودره فلورو در جشنواره سزار، ۲۰۱۴

| سال       | فیلم                              | نقش   | کارگردان                | توضیحات                                     |
| --------- | --------------------------------- | ----- | ----------------------- | ------------------------------------------- |
| ۲۰۰۲      | سرمای تابستان                     | مارین | ژک مالو                 | تله‌فیلم                                     |
| ۲۰۰۳      | از شوخی گذشته                     |       |                         | سریال (فصل ۳، قسمت ۲)                       |
| ۲۰۰۴      | پستان‌های معلم انگلیسی             |       | اولیویه باردی           | فیلم کوتاه                                  |
| ۲۰۰۴–۲۰۰۹ | کَـمِـلوت                           |       |                         | سریال (قسمت اول)                            |
| ۲۰۰۵      | دوست دختر خوب                     |       | نیکولا کوشه             | تله‌فیلم                                     |
| ۲۰۰۵      | وکلای زن                          |       |                         | سریال (فصل ۵، قسمت ۳)                       |
| ۲۰۰۵–۲۰۱۷ | چرخ دنده                          |       |                         | سریال (فصل ۱ تا ۶)                          |
| ۲۰۰۶      | یونانی                            |       |                         | سریال (فصل ۱، قسمت ۵)                       |
| ۲۰۰۶–۲۰۰۹ | تیم اورژانس                       |       |                         | سریال (فصل۱، قسمت ۵ و ۶. فصل ۳، قسمت ۲ و ۶) |
| ۲۰۰۶      | دیانا، پلیس زن                    |       |                         | سریال (فصل ۴، قسمت ۳)                       |
| ۲۰۰۷      | محکم مثل یه مرد                   |       | استفان ژیوستی           | تله‌فیلم                                     |
| ۲۰۰۷      | اطمینان                           |       |                         | سریال (فصل ۴، قسمت ۳)                       |
| ۲۰۰۷      | دو جهان                           |       | دانیل کوهن              | سینمایی                                     |
| ۲۰۰۷      | پی.ژ                              |       |                         | سریال (فصل ۱۱، قسمت ۹ و ۱۲)                 |
| ۲۰۰۸      | عشق برمی گرده                     |       | اریک سیوانیان           | تله‌فیلم                                     |
| ۲۰۰۸      | پلیس‌ها                            |       |                         | سریال (فصل ۱، قسمت ۱٬۲ و ۳)                 |
| ۲۰۰۹      | ملکه و کاردینال                   |       | مارک ریور               | تله‌فیلم                                     |
| ۲۰۰۹      | ثروتمند محترم                     |       | کریستین لوشلونج         | تله‌فیلم                                     |
| ۲۰۰۹–۲۰۱۷ | دهکده فرانسوی                     |       |                         | سریال (فصل ۱ تا ۷)                          |
| ۲۰۰۹      | ابدی                              |       |                         | سریال (قسمت ۴ و ۵ و ۶)                      |
| ۲۰۰۹      | پیروزی تلخ                        |       | فرانسی فاورا            | سینمایی                                     |
| ۲۰۱۰–۲۰۱۲ | امور خارجه                        |       |                         | سریال                                       |
| ۲۰۱۰      | تانگو                             |       |                         | سریال                                       |
| ۲۰۱۱      | زندگی پاشیده                      |       | دنی مالوا               | تله‌فیلم                                     |
| ۲۰۱۱      | زاک                               |       |                         | سریال (فصل ۱، قسمت ۱۱)                      |
| ۲۰۱۱      | زن‌های طبقه ششم                    |       | فلیپ لوگوای             | سینمایی                                     |
| ۲۰۱۱      | نیمه‌شب در پاریس                   |       | وودی آلن                | سینمایی                                     |
| ۲۰۱۱      | دست‌نیافتنی‌ها                      |       | اولیویه ناکاشه          | سینمایی                                     |
| ۲۰۱۱      | ظرافت                             |       | استفان فوئنکینوس        | سینمایی                                     |
| ۲۰۱۲      | زاک                               |       |                         | سریال (فصل ۳، قسمت ۴)                       |
| ۲۰۱۲      | کی دوباره پاملا رز را کشت؟        |       | اولیویه بارو و کاد مراد | سینمایی                                     |
| ۲۰۱۳      | تانگو                             |       |                         | سریال                                       |
| ۲۰۱۳      | زندگی واقعی معلمان                |       | امانوئل کلوتز           | سینمایی                                     |
| ۲۰۱۳      | گل پیر                            |       | نیک کین                 | سینمایی                                     |
| ۲۰۱۳      | ملکه حلقه‌ها                       |       | ژان-مارک رودنیکی        | سینمایی                                     |
| ۲۰۱۳      | رستگاری پاپ                       |       | مارتین لوگال            | سینمایی                                     |
| ۲۰۱۳      | اشک برادرانه                      |       | ژان-باپتیس              | سینمایی                                     |
| ۲۰۱۳      | فونزی                             |       | ایزابل دوال             | سینمایی                                     |
| ۲۰۱۴      | خوشگل مثل زن بقیه                 |       | کاترین کستل             | سینمایی                                     |
| ۲۰۱۴      | غزال‌ها                            |       | مونا اششه               | سینمایی                                     |
| ۲۰۱۴      | زیر دامن زن‌ها                     |       | اودره دانا              | سینمایی                                     |
| ۲۰۱۴      | فاست ما چوپانه و السا بلایو شیطان |       |                         | فیلم کوتاه                                  |
| ۲۰۱۵      | آلن دلون ناشناخته                 |       |                         | مستند                                       |
| ۲۰۱۵      | ده درصد                           |       |                         | سریال (فصل ۱، قسمت ۱)                       |
| ۲۰۱۶      | شاهدان                            |       |                         | سریال (فصل ۲)                               |
| ۲۰۱۶      | روح مرکز شهر                      |       | یان ساموئل              | سینمایی                                     |
| ۲۰۱۶      | ایده‌آل                            |       | فردریک بایگبدر          | سینمایی                                     |

## دوبله
- مگی کیو در مأموریت غیرممکن ۳[۷]
- اسکارلت جوهانسون در او[۸]